# Addizione nucleofila
In chimica organica, una reazione di addizione nucleofila è una reazione di addizione dove in un composto chimico un legame pi greco è rimosso tramite la formazione di due nuovi legami covalenti per aggiunta di un nucleofilo.
Le reazioni di addizione si limitano ai composti chimici con atomi con legami multipli:
- Molecole con legami multipli carbonio - alogeno/ossigeno/zolfo/azoto (detti eteroatomi) come i carbonili, le immine o i nitrili
- Molecole con legame doppi o tripli carbonio - carbonio

## Addizione a legami doppi carbonio - eteroatomo
Le reazioni di addizione di un nucleofilo ad un legame doppio carbonio - eteroatomo come C=O o C=N - presentano una vasta varietà. Questi legami sono estremamente polari (grande differenza di elettronegatività) e l'atomo di carbonio porta una carica parzialmente positiva. Questo rappresenta il bersaglio preferito di un nucleofilo, che attacca seguendo l'angolo di Bürgi-Dunitz.
YH + R1R2C=O → YR1R2CH-O- + H+ → YR1R2CH-OH
Questo tipo di reazione è anche chiamata addizione 1,2 nucleofila. La stereochimica di questo tipo di attacchi nucleofili favorisce la produzione di racemi (miscele 1:1 dei due enantiomeri possibili, come ad esempio nel caso dell'acido tartarico). Reazioni di addizione di questo tipo sono numerose. Con un composto carbonile come elettrofilo, il nucleofilo può essere:
- acqua per idratazione in un gemdiolo
- un alcool per la formazione di un acetale
- un idruro per riduzione in un alcool
- un'ammina alifatica in un immina
- un'ammina aromatica in una base di Schiff
- un nucleofilo organometallico in una reazione mediante reattivi di Grignard o la correlata reazione di Barbier

Con altri elettofili:
- idrolisi di un nitrile in un'ammide o acido carbossilico
- addizione di un alcool in un isocianato per formare uretano

Il gruppo nitrile è un elettrofilo nella reazione di Blaise con nucleofili e alcoli nella reazione di Pinner.

## Addizione a legami doppi carbonio - carbonio
Y-Z + -C=C- → Y-C-C-Z
La forza trainante di questa reazione è la formazione di un nucleofilo Y- che crea un legame covalente con un sistema -C=C- carente di elettroni insaturo (fase 1). La carica negativa di Y è trasferita al legame carbonio - carbonio.
Fase (1) Y- + -C=C(X)-Z → Y-C-C(X)--
Nella fase 2 il carbanione caricato negativamente si combina con Z che è carente di elettroni per formare un secondo legame covalente.
Fase (2) Y-C-C(X)-- + Z → Y-C-C(X)-Z
I normali alcheni non sono suscettibili di attacchi nucleofili (legame apolare). Lo stirene reagisce con il sale sodico del toluene a dare l'1,3-difenilpropano [1] tramite il carbanione intermedio:
Ph-CH3 + Na → Ph-CH2- + NaH
Ph-C=CH2 + Ph-CH2- → Ph-CH2CH2CH2-Ph
Quando X è il gruppo carbonile come C=O o COOR (R è un alchile) o il gruppo nitrile (CN), la reazione è una reazione di addizione coniugata. Il gruppo X aiuta a stabilizzare la carica negativa dell'atomo di carbono per induzione.
Alcheni perfluorurati (ossia con tutti gli atomi di idrogeno sostituiti da fluoro) sono altamente soggetti all'addizione nucleofila.

## Reazioni di addizione
- Addizione elettrofila
- Idrogenazione
- Reazione di idratazione